# جون هارلان ويليس
جون هارلان ويليس (بالإنجليزية: John Willis)‏ هو عسكري أمريكي، ولد في 10 يونيو 1921 في كولومبيا في الولايات المتحدة، وتوفي في 28 فبراير 1945 في آيوو جيما في اليابان.